# Hypena munitalis
Hypena munitalis is een vlinder uit de familie van de spinneruilen (Erebidae). De wetenschappelijke naam van de soort is voor het eerst geldig gepubliceerd in 1861 door Mann.
Deze nachtvlinder komt voor in Europa.